# Stadio Czesław Kobus
Lo Stadio Czesław Kobus (in polacco Stadion im. Czesława Kobusa) è uno stadio della città polacca Bydgoszcz di proprietà dello stato.